# Bank of North Dakota

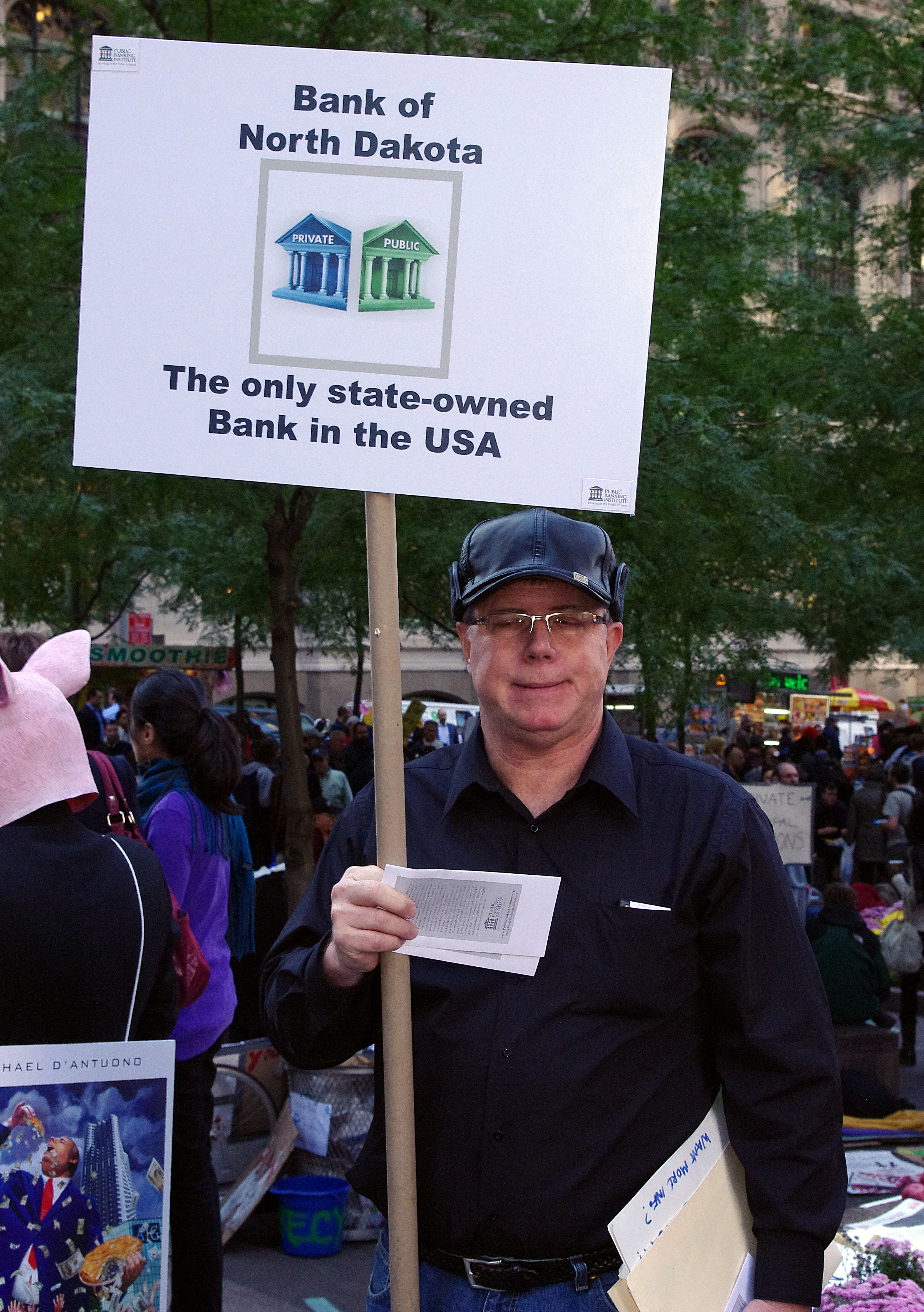
En man som under en Occupy Wall Street-demonstration i oktober 2011 håller upp ett plakat med texten "Bank of North Dakota. The only state-owned Bank in the USA."

Bank of North Dakota (BND) är den enda statligt ägda ägda banken i USA vid sidan om Puerto Rico Government Development Bank. Banken har till skillnad från alla andra banker i USA antagit drag av en centralbank. Banken betjänar främst delstatsregering, myndigheter och organisationer kopplade till dessa. Men de tillhandahåller också studielån och lån till företag och kommuner. Bankens historia går tillbaks till 1919. Ellen Hodgson Brown nämner banken i Bankerna och skuldnätet (2007), där den ses som ett föredöme. 

## Presidenter
| Nr | Name           | Period       |
| -- | -------------- | ------------ |
| 1  | F.W. Cathro    | 1919         |
| 2  | J. R. Waters   | 1920–1921    |
| 3  | G.R. Green     | 1922–1929    |
| 4  | C.F. Mudgett   | 1930–1932    |
| 5  | R.M. Stangler  | 1933–1936    |
| 6  | F.A. Vogel     | 1937–1944    |
| 7  | H.C. Bowers    | 1945–1956    |
| 8  | T.W. Sette     | 1957–1961    |
| 9  | G.M. Thompson  | 1962–1968    |
| 10 | H.L. Thorndal  | 1969–1986    |
| 11 | Joseph Lamb    | 1986–1992    |
| 12 | John Hoeven    | 1993–2000    |
| 13 | Eric Hardmeyer | 2001–present |